# 卡西纳
卡西纳（義大利語：Casina），是意大利雷焦艾米利亚省的一个市镇。总面积63.81平方公里，人口4541人，人口密度71.2人/平方公里（2009年）。ISTAT代码为035013。